# Hnilec
Hnilec (Hongaars: Nyilas) is een Slowaakse gemeente in de regio Košice, en maakt deel uit van het district Spišská Nová Ves.
Hnilec telt 457 inwoners.